# Erdbeben von Agadir 1960
Koordinaten: 30° 25′ N, 9° 35′ W

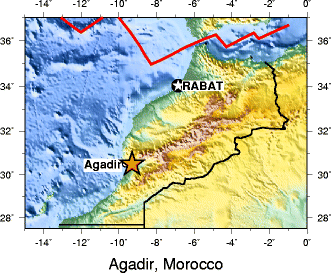

Das Erdbeben von Agadir vom 29. Februar 1960 war mit ca. 15.000 Todesopfern die schwerste Naturkatastrophe in der Geschichte Marokkos. Bei dem Erdbeben wurde die Hafenstadt Agadir fast vollständig zerstört.

## Die Katastrophe

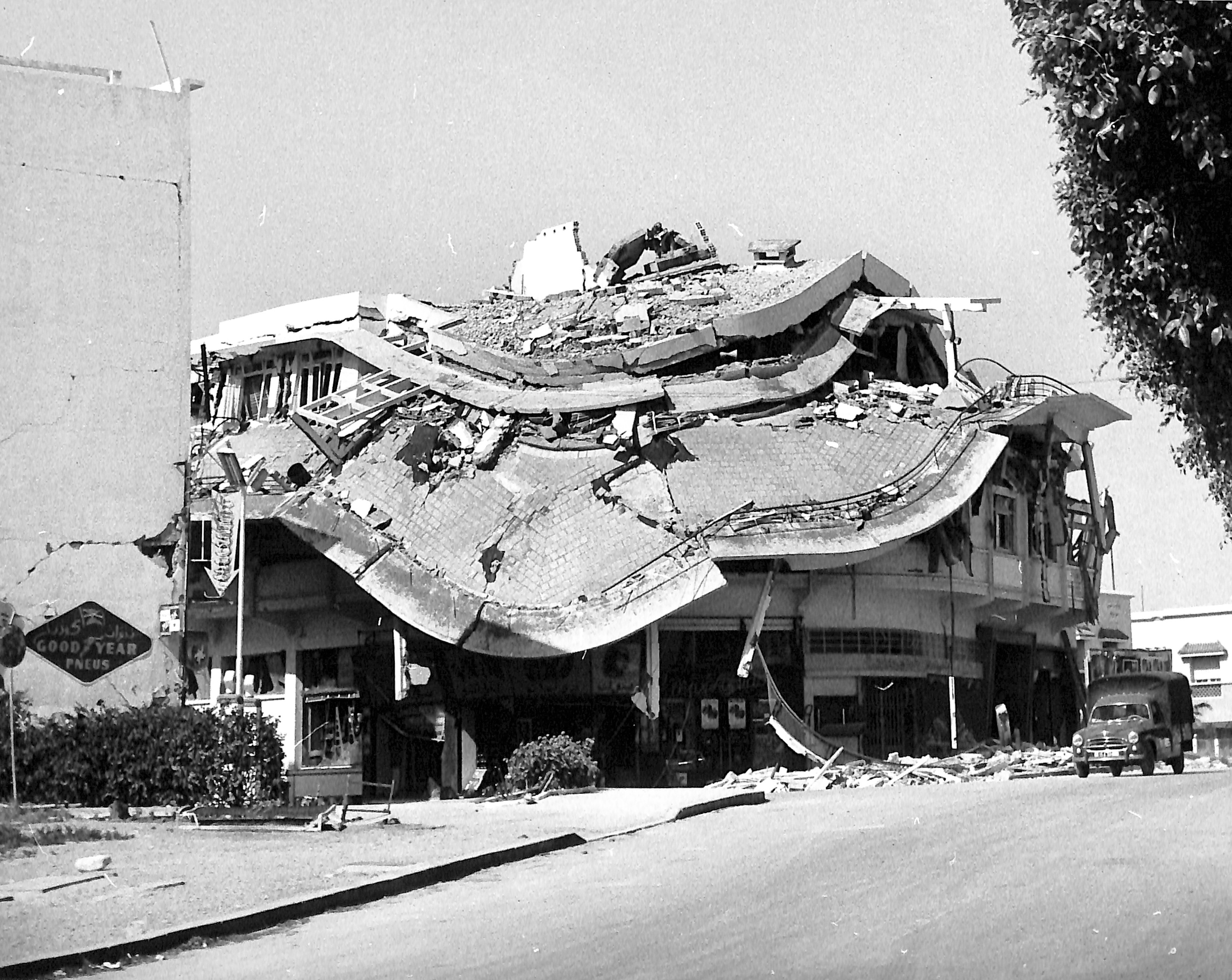
Beschädigtes Gebäude in Agadir

Vor der Katastrophe hatte Agadir ungefähr 50.000 Einwohner. Obwohl schon 1731 die nahe gelegene spanische Ansiedlung Santa Cruz de Aguer durch ein vergleichbares Erdbeben ausgelöscht wurde, galt die Region als „erdbebensicher“.
Am Abend des 29. Februar 1960 feierten die Einwohner Agadirs den dritten Abend des Ramadan.
Nach mehreren leichten Beben in der Vorwoche und einer schwereren Erschütterung am Vormittag kam es um 23:41 Uhr zum Hauptbeben. Das Beben dauerte weniger als 15 Sekunden und hatte mit MW 5,7 im Vergleich zu anderen schweren Erdbebenkatastrophen eine geringe Magnitude. Da sein Zentrum aber direkt unter der über 400 Jahre alten Stadt lag, war die Wirkung verheerend. Mit bis zu 15.000 Menschen wurde fast ein Drittel der Bevölkerung der Stadt getötet. 12.000 Einwohner erlitten Verletzungen. Ca. 35.000 Menschen, also fast alle Überlebenden, verloren ihr Obdach.
Am Folgetag des Bebens suchte König Mohammed V. das Katastrophengebiet auf und beauftragte den Thronfolger Prinz Moulay Hassan mit der Leitung der Rettungsmaßnahmen.
In den folgenden zwei Tage wurden die Überlebenden evakuiert, um dem Ausbruch von Seuchen vorzubeugen.
Zu den ersten internationalen Hilfskräften gehörten in Agadir stationierte Marinekräfte der ehemaligen Kolonialmacht Frankreich. Auch Spanien konnte von nahegelegenen Stützpunkten im damaligen Spanisch-Westafrika schnell Unterstützung leisten. Da zum Zeitpunkt der Katastrophe auch die USA Stützpunkte in Marokko unterhielten, konnten die US-Amerikaner in kurzer Zeit eine Luftbrücke zu ihren Basen in Deutschland errichten und die Rettungs- und Hilfsmaßnahmen mit massiven Personen- und Materialtransporten wirksam unterstützen. Neben vielen weiteren Nationen setzte auch Deutschland militärische Einheiten bei der Hilfsmission ein, was einer der ersten Auslandseinsätze der Bundeswehr war.

## Wiederaufbau
Südlich der zerstörten alten Ansiedlung wurde mit internationaler Hilfe eine neue Stadt gebaut. Von der alten Bausubstanz sind nur spärliche Reste erhalten. Agadir ist inzwischen eine Großstadt mit mehr als 600.000 Einwohnern.